# (3317) Paris
(3317) Paris ist ein Asteroid aus der Gruppe der Jupiter-Trojaner. Man bezeichnet damit Asteroiden, die auf den Lagrange-Punkten auf der Bahn des Jupiter um die Sonne laufen.
Paris hat einen Durchmesser von etwa 116 km. Seine Bahn verläuft zwischen 4,563 (Perihel) und 5,869 (Aphel) astronomischen Einheiten. Die Bahn ist mit 27,87° stark gegen die Ekliptik geneigt, die Bahnexzentrizität beträgt 0,125, die Albedo ungefähr 0,06.